# حمض أسيتون ثنائي الكربوكسيليك
حمض أسيتون ثنائي الكربوكسيليك (أو حمض كيتو الغلوتاريك) هو مركب كيميائي صيغته C5H6O5، ويحوي المركب بالإضافة إلى مجموعتي الكربوكسيل على مجموعة كربونيل، ولذلك فهو يصنف ضمن الأحماض ثنائية الكربوكسيل المشتقة وكذلك من الأحماض الكيتونية.

## التحضير
يحضر المركب من تفاعل نزع كربونيل من حمض الليمون (حمض الستريك) في وسط من حمض الكبريتيك المدخن.

## الخواص
يوجد المركب في الشروط القياسية على شكل مادة صلبة ذات انحلالية جيدة في الماء وكذلك في الإيثانول أيضاً. يتفكك المرب بالتسخين إلى الأسيتون مع انطلاق غاز ثنائي أكسيد الكربون.
في المحاليل المائية يشكل حمض أسيتون ثنائي الكربوكسيليك مع كلوريد الحديد الثلاثي معقداً لونه بنفسجي غامق، أما في المحاليل الكحولية فيعطي معقداً خمري اللون.

## الاستخدامات
يستخدم حمض أسيتون ثنائي الكربوكسيليك مخبرياً في الاصطناع العضوي لتحضير المركبات الحلقية غير المتجانسة.